# Palpidia videns
Palpidia videns là một loài bướm đêm trong họ Erebidae.